# Urge Overkill
Urge Overkill es un grupo de rock alternativo estadounidense formado en Chicago y actualmente integrado por Nathan "Nash Kato" Kaatrud (voces/guitarra) y Eddie "King" Roeser (voces/guitarra/bajo). El grupo fue conocido por su característica estética, a caballo entre el dandismo y el revival 70's, a contracorriente en un momento en que despuntaba la estética grunge, y que fue también cultivada por otras bandas de la época como Redd Kross o Jellyfish; su popularización masiva se debió en gran parte a su versión del tema de Neil Diamond "Girl, You'll Be a Woman Soon", en la película de 1994 Pulp Fiction. La secuencia en la que aparecería la canción se convertiría en un icono del cine de los 90.

## Historia

### Los inicios
Kato y Roeser formaron Urge Overkill en Chicago, en el año 1986, cuando estaban en la universidad. Tomaron su nombre de un frase de la canción de Parliament "Funkentelechy"; se alían con el batería Patrick Byrne, y publican un EP en Ruthless records; titulado "Strange, I...", y producido por el compañero de habitación de Kato en aquel entonces, Steve Albini. A ello le siguió la publicación de un LP, "Jesus Urge Superstar", en la compañía independiente Touch & Go Records, una vez más producido por Albini, y con Kriss Bataille a la batería. Estos dos discos siguieron una primigenia línea de Noise Rock, similar a la que se llevaba en el área de Chicago en aquel entonces. 

### UO consolidan su estilo
Su siguiente disco, "Americruiser" (1990), conllevó un cambio de estilo. Jack Watt (Baron Lesh) tomó las baquetas y su sonido fue descrito como una "fusion de arena rock y punk", que se alejaba ligeramente del Noise Rock y Punk Rock de sus inicios, en una progresiva depuración de su estilo. Producido por Butch Vig, "Americruiser" tomó una cierta fama, y alcanzó un éxito en las radios universitarias con el tema "Ticket To LA.".
La incorporación del Batería Blackie Onassis (Johnny Rowan), para la publicación del siguiente álbum, "The Supersonic Storybook", en 1991, resulta decisiva. A partir de su llegada el grupo adopta una estética llamativa, fuertemente inspirada en la de los años 70; el Lounge, los Kimonos japoneses, los Martinis, serían elementos que acompañarían a Urge Overkill en su concepto estético en adelante. Si en el resto del mundo triunfaba la estética descuidada y Grunge, ellos vestirían con llamativos trajes, y adoptarían actitud de estrellas.

### "Saturation": el salto al éxito
Girar con Nirvana en la gira de Nevermind les abre las puertas a un público más amplio, y a continuación, vuelven al estudio a grabar un EP llamado "Stull", que contenía la versión del tema de Neil Diamond "Girl you'll be a woman soon"; a continuación, Urge Overkill dejan él circuito "Indie", para saltar a una gran compañía, Geffen Records; a través de DGC Records (filial de Geffen) publican "Saturation", producido por Butcher Brothers en 1993, un disco que despierta el interés de la crítica de todo el mundo. Riffs herederos de Cheap Trick o AC/DC, melodías pop que beben de The Beatles, Rolling Stones o Kiss; cortes como
"Sister Havana", "Tequila Sundae" "Back on Me", "Positive Bleeding" o la atípica "Dropout" son alabados por su calidad compositiva y la sagacidad de sus textos. Su éxito comercial, sin embargo, no fue comparable al éxito de crítica; sin embargo UO eran ya ampliamente conocidos en los círculos de aficionados de todo el mundo.
Mientras, UO seguían fotografiándose tomando Martinis, con trajes rojos o Kimonos; la estética y el estilo eran una parte inseparable de su actitud, a medio camino entre el Dandismo y el revival 70's; uno de sus seguidores había sido un joven Quentin Tarantino, que recupera su versión de "Girl you'll be a woman soon" para su película "Pulp Fiction", de 1994. El tema aparece en una de las secuencias más populares de la película, un momento en el que Uma Thurman escenifica un baile, justo antes de sufrir una accidental sobredosis de Heroína. La secuencia se convierte en un auténtico icono de los años 90, y catapulta a Urge Overkill al gran éxito.
Su siguiente disco "Exit The Dragon", continuó con la línea iniciada; sin embargo, las composiciones y los arreglos parecían más trabajados, y si bien "Saturation" era un disco con un sonido muy positivo y desenfadado, que ya encerraba sin embargo un poso de melancolía en sus canciones debido a la personal voz de Nash kato, "Exit the Dragon", ahondaba en ese aspecto, y su música adquirió un tono más oscuro e introspectivo, que alientaban sus textos: "no one calls much anymore, thats ok, 'cause i don't use the phone" ("nadie llama más, está bien, porque ya no uso el teléfono"), y que tenía su máxima expresión en la balada "The Mistake", una melodía pop melancólica, en la que la banda se refería a la reciente muerte de Kurt Cobain; "Think of you whenever it rains, then i hear your song on the Jukebox" ("pienso en ti cada vez que llueve, entonces escucho sonar tu canción en el Jukebox"). Había, sin embargo, espacio para las melodías Power Pop desenfadadas, como "Take Me". El disco volvió a recibir un éxito de crítica, y se alabaron cortes como los ya mencionados o "Last Night/Tomorrow" y "View of the rain"; sin embargo, el éxito comercial no respondió a las expectativas.

### Separación y regreso
A continuación, problemas con las drogas y desavenencias en el seno del grupo, se saldan con la salida del guitarrista fundador, Eddie "king" Roeser; el grupo ficha a Nils St.Cyr, y tras no renovar su contrato con Geffen, firman con la compañía 550 Music, para la que graban un doble LP; el sello rechazó las grabaciones, y el terceto, desconcertado por la situación, se disuelve en 1997.
Nash Kato reaparecería en el 2000 con el disco "Debutante", que recogía gran parte de la esencia de Urge Overkill en temas como "Zoey Suicide" o "Queen of the gangsters"; el disco obtuvo la atención de los aficionados, pero sin conseguir el mismo impacto que los discos del disuelto terceto. A finales de 2003, Nash Kato y Eddie "king" Roeser se reúnen para varias giras que les llevarían por múltiples países, entre ellos España, país en el que llenan la Madrileña Sala Sol; la gira fue recibida con satisfacción y entusiasmo por sus seguidores y aficionados.

## Discografía
| Año  | Título                   | Sello                |
| 1989 | Jesus Urge Superstar     | Touch and Go Records |
| 1990 | Americruiser             | Touch and Go Records |
| 1991 | The Supersonic Storybook | Touch and Go Records |
|      |                          |                      |
| 1993 | Saturation               | Geffen Records       |
| 1995 | Exit The Dragon          | Geffen Records       |
| 2011 | Rock & Roll Submarine    | UO Records           |
| 2022 | Oui                      | Omnivore Recordings  |

### Singles y EP
| Año  | Título                        | Sello                |
| 1986 | Strange, I...                 | Ruthless Records     |
| 1987 | Lineman 7"                    | Touch and Go Records |
| 1990 | Ticket To L.A. 7"             | Touch and Go Records |
| 1991 | (Now That's) The Barclords 7" | Sub Pop              |
| 1992 | Stull EP                      | Touch and Go Records |
| 1993 | Sister Havana                 | Geffen Records       |
| 1993 | Dropout                       | Geffen Records       |
| 1993 | Bottle Of Fur                 | Geffen Records       |
| 1993 | Positive Bleeding             | Geffen Records       |
| 1994 | Girl, You'll Be a Woman Soon  | MCA                  |
| 1995 | The Break                     | Geffen Records       |
| 1995 | View Of The Rain              | Geffen Records       |
| 1995 | Somebody Else's Body          | Geffen Records       |

### Posicionamiento en listas de algunos Singles
- "Sister Havana" (1993; #6 US Modern Rock, #10 US Mainstream Rock)
- "Positive Bleeding" (1993; #23 US Modern Rock, #40 US Mainstream Rock)
- "Girl, You'll Be A Woman Soon" (1994; #11 US Modern Rock, #50 US)
- "The Break" (1995, #34 US Modern Rock)

### Compilaciones
| Año  | Título                                          | Sello                |
| 1993 | The Urge Overkill Story...Stay Tuned: 1988-1991 | Touch and Go Records |
| 1994 | Pulp Fiction (soundtrack album)                 | MCA Records          |
| 1994 | No Alternative                                  | Arista Records       |

## Enlaces
- Web Oficial de Urge Overkill
- Web de Urge Overkill
- Bio, discografía y letras en Aloha Pop Rock
- UO en IndyRock
- UO en Rolling Stone

- Datos: Q175362